# Camponotus helvus
Camponotus helvus är en myrart som beskrevs av Xiao och Wang 1989. Camponotus helvus ingår i släktet hästmyror, och familjen myror. Inga underarter finns listade.